# Casa del Cirujano

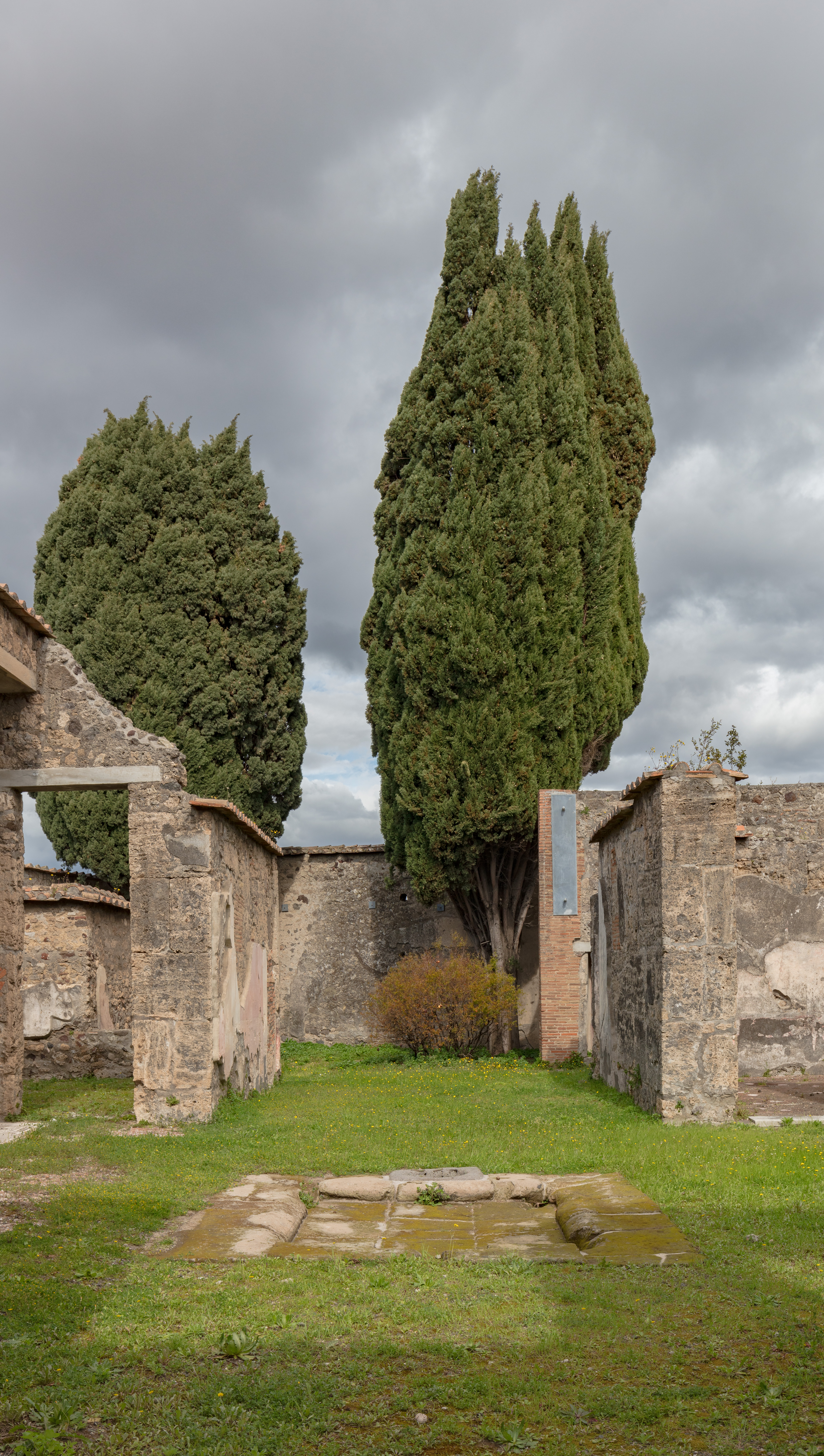

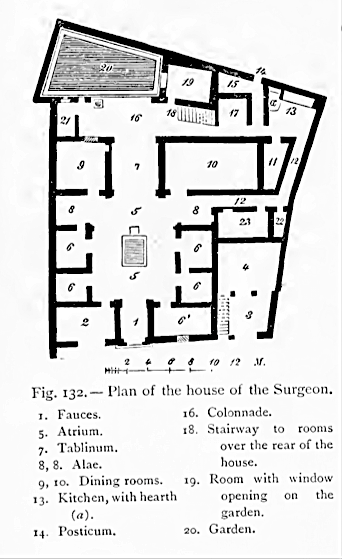
Planta sótano (Mau 1902)

Mapa de Pompeya

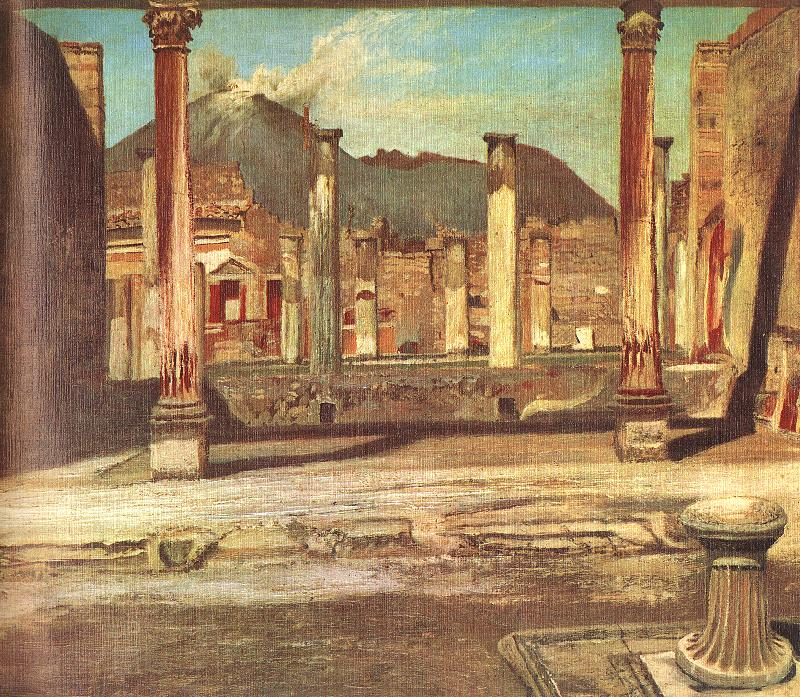
Casa del Cirujano en un cuadro de finales del de Tivadar Kosztka Csontváry.

La Casa del Cirujano (en italiano: Casa del Chirurgo) es una de las casas (domus) más antiguas y famosas de Pompeya, Italia.
Su nombre proviene de haberse encontrado allí antiguos instrumentos quirúrgicos de bronce y hierro. Debido a la erupción del Vesubio en el año 79, fue sepultada en un manto de lava y cenizas hasta que se procedió a realizar excavaciones en el interior de la ciudad, siendo descubierta en 1770, durante el período borbónico, por el español Francisco La Vega.

## Historia y descripción
La Casa del Cirujano fue construida probablemente a principios del siglo III a. C.. Era una casa residencial samnita que con los años se sometió, al menos, a dos importantes reestructuraciones que llevaría a levantar un piso superior en la zona rústica.
La fachada estaba formada por grandes bloques labrados de piedra caliza del Sarno y los muros internos tienen forma de urdidura de madera a recuadros.
La casa presenta el esquema clásico de un tipo de vivienda romana, establecida posteriormente por Vitruvio, la denominada domus italica. A cada lado de la entrada hay dos cuartos, uno está abierto a la calle y podía servir para tienda y el otro, sólo abre al interior. Pasada la entrada, que da directamente a la calle hay un pequeño pasillo (fauces) que conduce directamente al atrio (atrium), donde en el siglo II a. C. se añadió un impluvium de toba. Al atrio se asoman cuatro pequeños dormitorios o cubículos (cubicula), en simetría, dos a dos, teniendo a continuación dos alas (alae) simétricas una a una, llegando al comedor (triclinium), que también da al atrio y finalmente, se llega al huerto (hortus). Podía presentar un pórtico sostenido por dos pilares de piedra caliza.
Se disponía al fondo de la casa de una entrada secundaria y otra serie de estancias como cocina con chimenea o letrinas que estaban decoradas con un panel, hoy perdido, donde se representaba un genio que vertía libaciones en un altar sostenido por dos serpientes. En malas condiciones, se conserva un fresco que representa un larario (lararium).
Todavía es posible contemplar, en torno a una ventana que da al jardín, varios restos de pintura del primer estilo pompeyano la que da al exterior (siglo II a. C.) y del cuarto estilo pompeyano la que da al interior (después del año 50).  
Entre la pintura más representativa se encuentra la de una mujer que pinta en un cuadro a Dioniso con la ayuda de un cupido que le sujeta la tabla, en el cuarto estilo pompeyano, hoy conservado en el Museo Arqueológico Nacional de Nápoles y un hombre con una tableta en sus manos, sentado delante de dos mujeres, tal vez, un poeta ante dos musas, aunque bastante deteriorado. En otras habitaciones hay pavimentos de mosaicos con figuras geométricas.